# Philodendron roseospathum
Philodendron roseospathum är en kallaväxtart som beskrevs av Thomas Bernard Croat. Philodendron roseospathum ingår i släktet Philodendron och familjen kallaväxter.

## Underarter
Arten delas in i följande underarter:
- P. r. angustilaminatum
- P. r. roseospathum